# Wiener Stadtmuseum
Projekte zur Errichtung eines nach Kaiser Franz Joseph benannten Wiener Stadtmuseums wurden in den ersten beiden Jahrzehnten des 20. Jahrhunderts intensiv diskutiert, zuerst im Hinblick auf den Karlsplatz später im Hinblick auf das brach liegende Areal der Schmelz, blieben aber Ungebautes Wien.

## Standort Karlsplatz

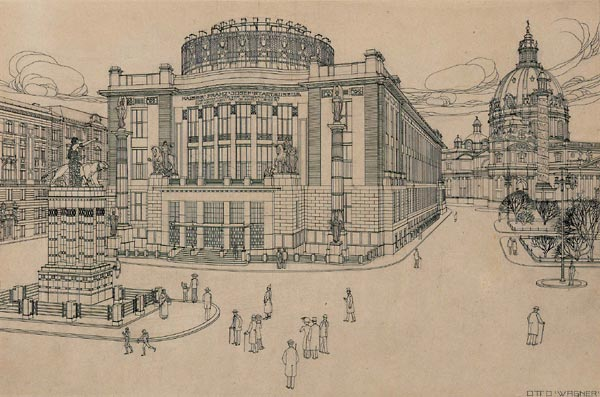
Otto Wagners Entwurf für die Neugestaltung des Karlsplatzes und der Errichtung eines Kaiser Franz Josef-Stadtmuseum, heute Ort des Wien Museums (1909)

Otto Wagner präsentierte 1900 ein so genanntes „Agitationsprojekt“ betreffend ein Stadtmuseum am Karlsplatz, das in der Sezession ausgestellt wurde. Am 7. Mai 1901 schrieb daraufhin der Wiener Gemeinderat einen Architekturwettbewerb aus – es kam im Spätherbst 1901 zu einer Vorkonkurrenz, und im Frühjahr 1902 zu einem engeren Wettbewerb. Bei diesem wurde das konventionell historistische Projekt Friedrich Schachners prämiert. Daraufhin begann ein Tauziehen „hie Wagner – hie Schachner“ unter reger Beteiligung der kunstinteressierten Öffentlichkeit. Im Frühjahr 1903 wurden zwei plastische Modelle angefertigt und öffentlich zur Schau gestellt, was aber nichts zur Entschärfung der Gegensätze beitrug. Der an sich Otto Wagner wohlgesinnte aber auf seine Popularität bedachte Wiener Bürgermeister Karl Lueger lavierte und hielt sich bedeckt. In einer Pressekonferenz vom 3. November 1907 lobte er zwar beispielsweise Wagners Projekt, sprach sich aber gegen eine Fassade nach Art des Postsparkassenamtes aus. Daraufhin mobilisierte Fürstin Pauline Metternich konservative Mitglieder des Hochadels gegen das Projekt, deren Petition binnen kurzem 6000 Unterstützungsunterschriften erhielt. Am 22. Oktober 1909 erklärte Lueger, er persönlich trete für die Schmelz als Bauplatz des Kaiser Franz Josef-Stadtmuseums ein. Im Jänner 1910 kam es am Karlsplatz allerdings noch zur Aufstellung eines Wagner’schen Fassadensegments in Originalgröße. Nach dem Tod Luegers beschloss der Gemeinderat am 14. Juli 1911 die Errichtung des Stadtmuseums auf der Schmelz.

## Standort Schmelz
Die Schmelz diente der Wiener Garnison als Exerziergelände, das sich vom ehemaligen Linienwall westwärts erstreckte. Ab 1911 wurde es in den östlichen Bereichen (Schmelzer Friedhof, heute Märzpark und Wiener Stadthalle) zur Verbauung freigegeben. Für die Architekten war die Schmelz der ideale Bauplatz, da es keine Bauten gab, die sie bei ihren Planungen berücksichtigen mussten und genügend Fläche für ausgedehntere Projekte.
Am 27. Februar 1911 wurde durch einen Gemeinderatsausschuss die Errichtung des Stadtmuseums auf der Schmelz beschlossen. Der 1912 ausgeschriebene Architektenwettbewerb war frei für alle „deutsch-österreichischen“ Architekten.

## Projekt von Franz Schwarz
Auf Empfehlung Otto Wagners plante Franz Schwarz als Phantasietraining das Stadtmuseum auf der Schmelz in Verbindung mit einer neuen Akademie der Bildenden Künste.
Quer zu der als Achse für die projektierte Anlage dienenden Kandlgasse war das Akademiegebäude vorgesehen. Daran angeschlossen waren die Pavillons für die Bildhauer- und Malerschulen.
An der stadtseitigen Front waren die beiden Museumstrakte – die der Kunst und dem Gewerbe gewidmet waren – vorgelagert, so dass sich ein Hof ergab. Die Eingänge zu den Museen waren an deren Schmalseiten vorgesehen.
Die Planungen von Schwarz berücksichtigten auch die geplante Errichtung der Ruhestätte der Ritter des Maria-Theresien-Ordens. Für dieses Projekt erhielt der Wagner-Schüler 1911 den Hagenmüller-Preis, einen Preis der Akademie.

## Architektenwettbewerb 1912

### Otto Wagner („Opus IV“)
Otto Wagners „Opus IV“ genanntes Projekt zeigte einen symmetrischen Baukörper (als Symmetrieachse die verlängerte Kandlgasse), der an seiner stadtseitigen Front einen Ehrenhof formte. Auch dieses Projekt berücksichtigte die geplante Errichtung einer Ruhestätte für die Ordensritter.
Für dieses Projekt bekam Wagner vom Preisgericht unter Bürgermeister Richard Weiskirchner zwar am 4. März 1913 unter 40 eingesandten Projekten den 1. Platz zugesprochen, zur Ausführung gelangen sollte allerdings das Projekt „Platzgestaltung“.

### Karl Hoffmann und Emil Tranquillini („Platzgestaltung“)
Das Duo Karl Hoffmann und Emil Tranquillini errang mit seinem Projekt den zweiten 1. Platz.
Entworfen wurde von ihnen ein asymmetrisches Gebäude, das um fünf verschieden große Innenhöfe errichtet werden sollte.
Der Gemeinderat von Wien schloss sich bei seiner Entscheidung, welches der beiden siegreichen Projekte tatsächlich realisiert werden sollte, einem Gutachten von Johann Eugen Probst (Direktor der Städtischen Sammlungen) und Stadtbaudirektor Heinrich Goldemund an und beauftragte Karl Hoffmann und Emil Tranquillini mit der Ausarbeitung der Detailpläne. Diese sind bis 1917 belegt.
Am 30. September 1921 wurde vom Gemeinderat beschlossen, den Bau des Wiener Stadtmuseums auf der Schmelz nicht zu realisieren.